# NGC 6972
NGC 6972 este o galaxie situată în constelația Delfinul. A fost descoperită în 15 august 1863 de către Albert Marth. Se află la o distanță de 64,27 de megaparseci de Pământ.